# Casa in via dello Sprone
La casa in via dello Sprone (o palazzina INA) è un edificio polifunzionale situato in via dello Sprone 1a-1c, angolo via Guicciardini 124r- 126r, a Firenze, opera dell'architetto Giovanni Michelucci.

## Storia
Poco dopo l'acquisto del terreno da parte dell'INA, committente dell'opera, nel giugno 1954, nell'autunno dello stesso anno il progetto ottenne il nulla osta da parte della Soprintendenza ai monumenti che impose l'arretramento della facciata rispetto al filo stradale.
I lavori, diretti dall'ing. arch. Ferdinando Poggi, ebbero inizio nel maggio 1955 e si protrassero fino alla fine del 1958.
L'edificio è segnalato nel repertorio di Aleardi e Marcetti tra le opere considerate 'eccellenze' tra quelle selezionate dalla ricerca.

## Descrizione

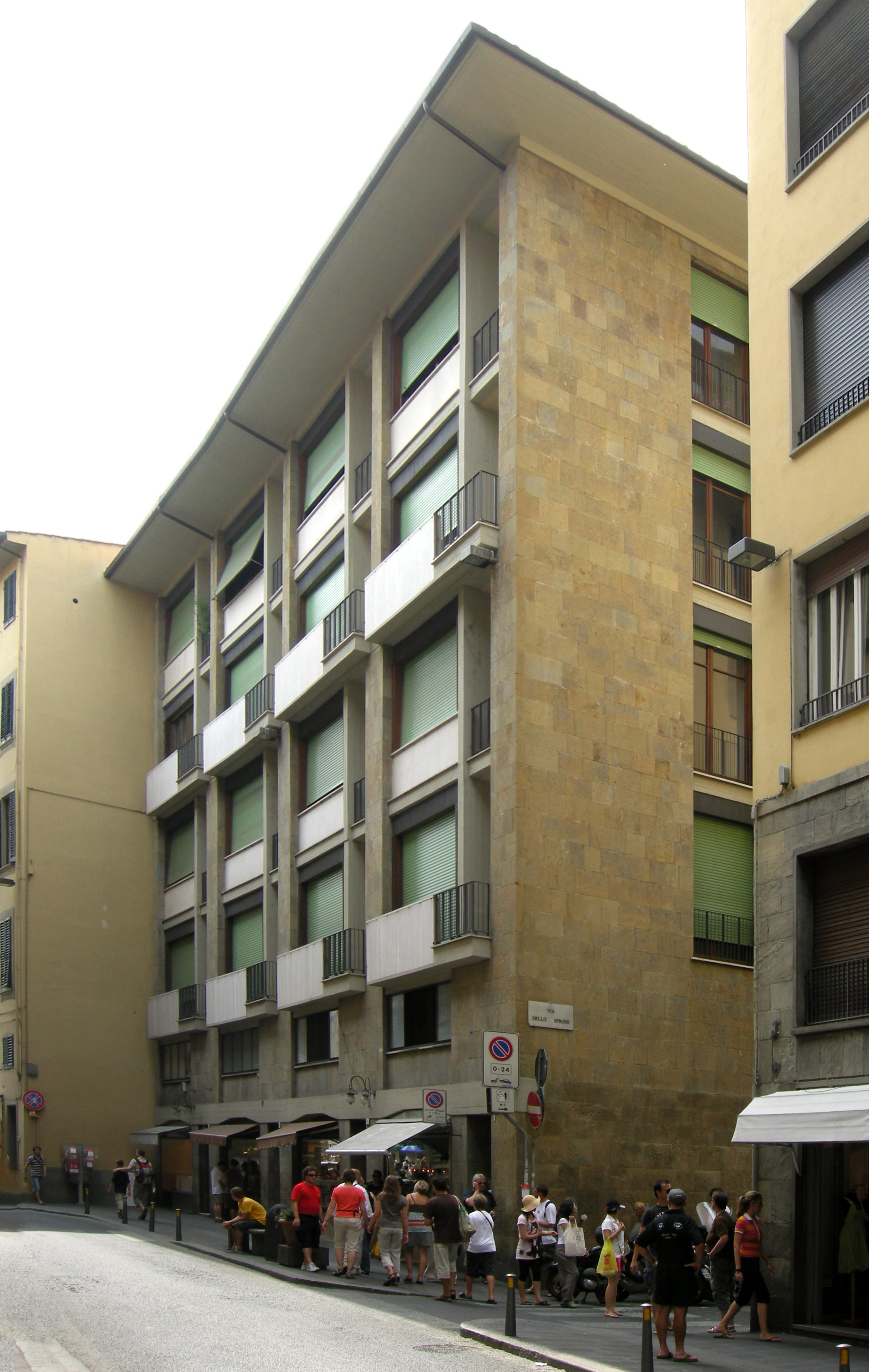
Lato via Guicciardini

Il filo conduttore del risultato assai elevato di quest'opera sta tutto nello studio dell'inserimento urbanistico e ambientale in una localizzazione assai delicata, risolto senza concessioni al folclorismo ma con grande rigore e rispetto del senso delle preesistenze. L'edificio è costituito da due corpi serviti da scale indipendenti ma uniti da un voltone che immette in una piazzetta interna e in collegamento con piazza Pitti. Il piano terreno è occupato da negozi. Nel corpo su via Guicciardini è stata adottata una soluzione di appartamenti in duplex (quattro per piano) serviti da un ballatoio, mentre il blocco su via dello Sprone comprende due appartamenti per piano. 
La notevole libertà planimetrica nella concezione degli alloggi, l'uso raffinato dei materiali (pietraforte lavorata a scalpello, cemento a faccia vista e intonaco) la misura degli spartiti e l'articolazione delle parti qualificano quest'opera, fortemente suggestiva dell'immagine delle case torri medioevali. 
Il carattere di 'medievalità' che caratterizza fortemente l'opera (e che consente appunto un suo adeguato inserimento ambientale) è in realtà stato nel corso del tempo segnalato da parte della letteratura come prova di un atteggiamento "antimoderno" dell'architetto. Lo stesso Michelucci, a partire da quanto espresso in un volume intervista curato da Franco Borsi e edito nel 1966, si è d'altra parte espresso criticamente nei confronti dell'opera, giudicandola eccessivamente condizionata dalla preoccupazione del contesto nel quale si andava a intervenire: "come ho già detto è questo un edificio a cui non voglio molto bene, perché vi è ancora una preoccupazione di composizione architettonica, dalla quale ho tentato dopo con tutte le mie forze di liberarmi. C'è ancora, direi, un sentimento un po' didattico o scolastico, un tentativo di precisare formalmente certi elementi tecnologici (...). Ma questo edificio manca comunque di una libertà che ritengo indispensabile nell'architettura". 
Nel negozio (su via de' Giucciardini) Rosso Fiorentino 124r Salvadori Guidi segnala un affresco e dei dipinti ad olio del pittore Bruno Brunetti; nel negozio la bottega del Mosaico 126r un dipinto a olio del 1956 di Alvaro Monnini.

## Fortuna critica
Dopo essere illustrato sulla rivista aziendale "Cronache dell'INA", l'edificio raccolse l'attenzione di ampia parte della critica che sottolineò il ruolo urbanistico ambientale, l'uso della tipologia duplex (cioè unità immobiliari su due livelli) e, in particolare, il suo carattere di "medioevalità", segnalato talvolta quasi come un'accusa di un atteggiamento antimoderno. Lo stesso autore si espresse a proposito di quest'opera, a cominciare dal volume-intervista a cura di Franco Borsi del 1966, ritenendola tra quelle affrontate con le maggiori "preoccupazioni ambientali" come risulta, oltre che dall'impiego del rivestimento in pietraforte, dalle calcolate variazioni di direzione, dall'ampio tetto "alla fiorentina" e soprattutto dal taglio degli appartamenti e dei fondi commerciali ispirati al rapporto casa-bottega della tradizione. A questo proposito, l'autore stesso spiega le ragioni di questa scelta osservando come "i duplex sono stati pensati in modo da offrire al piano inferiore una grande stanza di lavoro ed al piano superiore le camere ed i servizi. Anche i negozi hanno un carattere che si può dire medioevale, ma sono molto più moderni e molto più vivi di tanti altri ricchi di marmi e di cristalli, ma bloccati in un parallelepipedo statico" (Borsi 1966, 122).
Più in generale, Michelucci osservava ancora come questa sia stata "la costruzione dove maggiormente ho subito l'ambiente e, quindi, l'accusa di medioevalità azzecca giusto. Terminata questa costruzione la mia reazione è stata violenta e si è espressa negli edifici che ho costruito dopo. Voglio dire, per finire, che non è questo l'edificio che mi interessa di più tra quelli che ho costruito in Firenze, sebbene al suo interno vi sono soluzioni molto gradite agli ospiti. Fra le altre cose vi è una scala che ha un andamento particolare che la inserisce agilmente nell'organismo architettonico. Questa scala non si svolge seguendo i muri: ma attraversa diagonalmente lo spazio per stabilire una continuità fra il piano terra e gli ultimi piani dell'edificio, in modo che chi sale o scende non si senta costretto tra due pareti. Come ho già detto è questo un edificio a cui non voglio molto bene, perché vi è ancora una preoccupazione di composizione architettonica; dalla quale ho tentato dopo con tutte le forze di liberarmi. C'è ancora, direi, un sentimento un po' didattico o scolastico, un tentativo di precisare formalmente certi elementi tecnologici [...]. Ma questo edificio manca comunque di una libertà che ritengo indispensabile nell'architettura" (Borsi 1966, 123-24).
Queste note, esplicite soprattutto sull'uso inconsueto della tipologia duplex, ci danno anche la consapevolezza di quanto la mancata realizzazione delle premesse sociali ed economiche previste abbia tradito la concezione originaria del complesso, sminuendo soprattutto le caratteristiche "pubbliche" della corte interna.